# 斯特拉京
49°28′25″N 24°42′6″E / 49.47361°N 24.70167°E
斯特拉京（烏克蘭語：Стратин），是烏克蘭西部的村莊，隸屬伊萬諾-弗蘭科夫斯克州的伊萬諾-弗蘭科夫斯克區。該村始建1464年，面積23.7平方公里，2001年人口561，人口密度每平方公里23.6人。